# بهمن کامیار
بهمن کامیار (زاده ۱۴ بهمن ۱۳۵۹ - بیرجند) نویسنده، کارگردان، فیلم‌نامه‌نویس و تهیه‌کننده سینما اهل ایران است. بهمن کامیار عضو رسمی انجمن تهیه‌کنندگان مستقل سینمای ایران است.

## کارگردان
- لاک پشت (۱۴۰۲)
- در وجه حامل (۱۳۹۶)
- مرداد (۱۳۹۵)
- نیم (۱۳۹۴)
- بیداری (نیمه بلند) (۱۳۹۲)

## فیلم‌نامه‌نویس
- لاک پشت (۱۴۰۲)
- در وجه حامل (۱۳۹۶)
- مرداد (۱۳۹۵)
- بیداری (۱۳۹۲)
- نیم (۱۳۹۴)

## تهیه‌کننده
- لاک پشت (۱۴۰۲)
- سد معبر (۱۳۹۵)
- کارت پرواز (۱۳۹۵)
- نیم (۱۳۹۴)
- بیداری (۱۳۹۲)
- پیمان (۱۳۹۵)
- زمستان بود (۱۳۹۹)
- خون‌سرد (١۴٠١)

## سرمایه‌گذار
- مرداد (۱۳۹۵)[۴]
- شیفت شب[۵]

## مجری طرح
- مرداد
- در وجه حامل

## جشنواره‌های بین‌المللی و داخلی
ریندنس انگلستان۲۰۱۷ با فیلم " نیم " (نویسنده، کارگردان و تهیه‌کننده)
سنت لوییز آمریکا ۲۰۱۷ با فیلم " نیم "(نویسنده، کارگردان و تهیه‌کننده)
لیژ بلژیک ۲۰۱۷ با فیلم " نیم " (نویسنده، کارگردان و تهیه‌کننده)
جنایت و مکافات استانبول ۲۰۱۷ با فیلم " نیم " (نویسنده، کارگردان و تهیه‌کننده)
شید ـ آمریکا ۲۰۱۷ با فیلم " مرداد " (نویسنده، کارگردان، جانشین تهیه‌کننده)
ورشو لهستان ۲۰۱۷ با فیلم «کارت پرواز» (تهیه‌کننده)
بوسان کره جنوبی ۲۰۱۷ با فیلم «سد معبر» (تهیه‌کننده)
گلدن گلوبال مالزی ۲۰۱۸ با فیلم " سد معبر " (تهیه‌کننده)
رتردام هلند ۲۰۱۸ با فیلم " سد معبر " (تهیه‌کننده)
جشنواره بین‌المللی یاس ۲۰۱۶ با فیلم " نیم " (نویسنده، کارگردان و تهیه‌کننده)
جشنواره فیلم فجر ۱۳۹۵ با فیلم " سد معبر " (تهیه‌کننده)
جشنواره سلامت -تهران ۱۳۹۵ با فیلم " مرداد " (نویسنده، کارگردان، جانشین تهیه‌کننده)
جشنواره بین الملی شهر- تهران ۱۳۹۵ «ا فیلم سد معبر» (تهیه‌کننده)
جشنواره فیلمهای ایرانی استرالیا ۲۰۱۷ – با فیلم «سدمعبر» (تهیه‌کننده)
جشنواره فیلمهای ایرانی " کانادا" ۲۰۱۷- با فیلم " سد معبر " و " کارت پرواز" (تهیه‌کننده)
بیست و هفتمین جشنواره رتردام هلند با فیلم «سد معبر» (تهیه‌کننده)

## افتخارات
بهترین فیلم جشنواره بوسان کره جنوبی برای فیلم سینمایی «سد معبر»
نامزد بهترین فیلم جشنواره گلدن گلوبال مالزی 2018
بهترین فیلم جشنواره بین‌المللی شهر ۱۳۹۵–۲۰۱۷ برای فیلم «سد معبر»
نامزد بهترین کارگردانی اول برای فیلم " نیم " جشنواره بین‌المللی یاس ۱۳۹۵
نامزد بهترین فیلم اول برای فیلم " نیم " جشنوره بین‌المللی یاس 1395
حضور در بخش مسابقه جشنواره فیلم ورشو۲۰۱۷ فیلم کارت پرواز
حضور در جشنواره فیلمهای ایرانی لندن ۲۰۱۸ با فیلم در وجه حامل
حضور در جشنواره فیلمهای ایرانی پاریس ۲۰۱۸ با فیلم در وجه حامل
نامزد بهترین فیلمنامه از هفتمین جشنواره فیلم شهر-تهران ۱۳۹۸ برای فیلم «در وجه حامل»